# Cheval en Grèce
Le cheval en Grèce est un symbole de prestige, associé dès l'Antiquité aux cavaleries militaires et aux courses de char sur hippodrome. Il est aussi très présent dans la mythologie grecque.
Comme dans de nombreux pays européens, la population de chevaux de Grèce chute fortement avec la motorisation des transports. La Grèce conserve quelques populations de chevaux retournées à l'état sauvage. 

## Histoire
Le cheval arrive vraisemblablement en Grèce depuis l'Asie mineure vers - 1600, avec l'usage du char,.
C'est surtout grâce à Xénophon, un militaire et philosophe athénien qui a laissé de nombreux écrits, que le monde équestre de Grèce antique nous est connu,. La Thessalie est l'une des régions d'élevage les plus réputées, d'où est notamment originaire Bucéphale.
Le rôle du cheval est essentiellement celui d'une monture ou d'un convoyeur d'êtres humains ; en effet, pour le transport de biens, l'âne et la mule sont à la fois moins chers à l'achat et plus efficaces sur un terrain accidenté. L'usage de l'étrier est inconnu en Grèce antique, mais l'éperon et la bride sont utilisés.
Au cours du XXe siècle, la population de chevaux grecs chute fortement

## Élevage
La population de chevaux en Grèce est d'environ 30 000 individus dans les années 2010. La plupart des races de chevaux grecques sont en danger d'extinction.
La Grèce héberge des populations de chevaux féraux, anciens chevaux domestiques retournés à l'état sauvage, sur plusieurs de ses îles, dans des zones montagneuses et des deltas,.

## Dans la culture
Depuis l'Antiquité grecque et à toutes les époques, le cheval est associé au prestige et à la noblesse de son propriétaire, et symbolise la richesse, comme le démontrent de nombreux textes dont l'Iliade, où le roi Nestor assimile des chevaux capturés à un précieux butin,.
Les noms de chevaux célèbres sont consignés dans les textes de la mythologie grecque. 

### Dénomination
Le linguiste belge Louis Deroy étudie la structure du mot cheval en grec ancien, ἱππος (hippos).  Ce mot proviendrait de l'indo-européen *h₁éḱwos. Deroy postule que le passage de l'indo-européen au grec ancien s'est effectué via un mot archaïque désignant aussi bien l'âne que le mulet et le cheval, *èπος.

### Articles
- [Deroy 1951] Louis Deroy, « Le nom grec du cheval », Revue des Études Grecques, vol. 64, no 302,‎ 1951, p. 423–426 (DOI 10.3406/reg.1951.3246, lire en ligne, consulté le 22 janvier 2022)